# 奥利韦拉-杜斯布雷日纽斯
奥利韦拉-杜斯布雷日纽斯是巴西巴伊亚州的一个市镇。总面积3563.908平方公里，总人口22082人，人口密度6.2人/平方公里。